# Дом-де-неж-дез-Экрен
Дом-де-неж-дез-Экре́н (фр. Dôme de Neige des Écrins) — вершина высотой 4015 метров над уровнем моря, расположенная на территории Франции в Альпах Дофине. Дом-де-неж-дез-Экрен входит в состав горного массива Дез-Экрен на территории национального парка Экрен, и является его второй вершиной-четырёхтысячником после вершины Барр-дез-Экрен (4102 метра над уровнем моря).

## Физико-географические характеристики
Вершина Дом-де-неж-дез-Экрен расположена в массиве Дез-Экрен в 500 метрах к северо-западу от вершины Барр-дез-Экрен. Несмотря на то, что относительная высота вершины составляет всего 40 метров, она рассматривается как отдельная вершина, так как между Барр-дез-Экрен и Дом-де-неж-дез-Экрен расположен пик Лори, дочерняя вершина Барр-дез-Экрена.
Вершину Дом-де-неж-дез-Экрен можно разделить по трём основным направлениям. Северо-восточная сторона покрыта ледником Блан (Glacier Blanc). Южная стена также покрыта ледником, и уходит в долину Пилатте. Северо-западная сторона наиболее крутая, и уходит к леднику Бон-Пьер (Bonne Pierre Glacier). Юго-восточный гребень, сложенный южной и северо-западной стенами, ведёт к вершинам пик Лори и Барр-дез-Экрен. Северный гребень уводит к вершине Рош-Форио (Roche Faurio) высотой 3730 метров, расположенной на расстоянии 2 километров от Дом-де-неж-дез-Экрена, через перевал Дез-Екрен (col des Écrins) высотой 3367 метров.
С геологической точки зрения, массив Дез-Экрен состоит преимущественно из гнейса и сланцев, встречающихся в различных вариациях.

## История восхождений
Первое восхождение на вершину Дом-де-неж-дез-Экрен было совершено 27 июля 1877 года отцом и сыном Пьерами Гаспарами с проводником Эммануэлем Буало-де-Кастельно.

## Маршруты восхождений
Классический маршрут на вершину Дом-де-неж-дез-Экрен пролегает по северо-восточной стене, по леднику Блан, через приют Дез-Экрен на высоте 3175 метров. Восхождение обычно занимает 2 дня. Сложность маршрута III—IV по классификации UIAA (или AD по классификации IFAS). Также с вершины возможны горнолыжные спуски.

## Комментарии
1. ↑  Вершина «Пик Лори», расположенная в этом массиве между вершинами Дом-де-неж-дез-Экрен и Барр-дез-Экрен, также имеет высоту свыше 4000 метров (4086), но из-за небольшой относительной высоты UIAA отнесла её к расширенному списку четырёхтысячников Альп